# Policzna (gmina)
Policzna – gmina wiejska w województwie mazowieckim, w powiecie zwoleńskim.
Według danych z 31 grudnia 2019 roku gminę zamieszkiwały 5473 osoby.

## Struktura powierzchni
Według danych z roku 2002 gmina Policzna ma obszar 112,35 km², w tym:
- użytki rolne: 84%
- użytki leśne: 10%

Gmina stanowi 19,67% powierzchni powiatu.

## Demografia

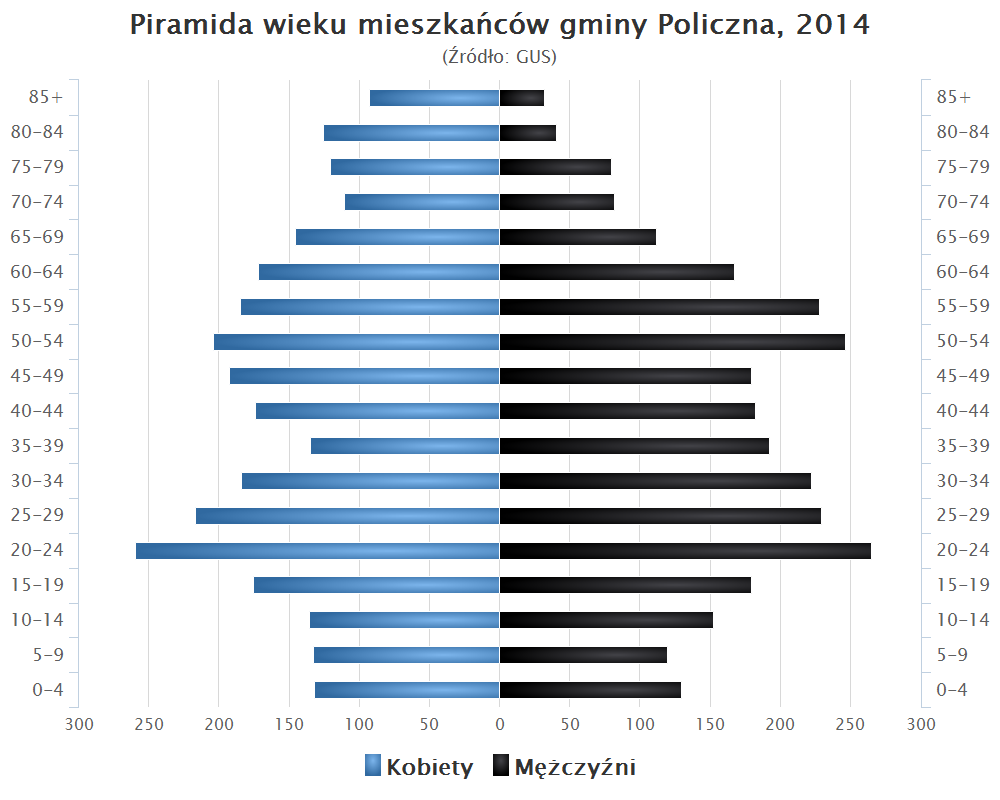
Piramida wieku mieszkańców gminy Policzna w 2014 roku

Dane z 30 czerwca 2004:
| Opis                              | Ogółem | Ogółem | Kobiety | Kobiety | Mężczyźni | Mężczyźni |
| --------------------------------- | ------ | ------ | ------- | ------- | --------- | --------- |
| jednostka                         | osób   | %      | osób    | %       | osób      | %         |
| populacja                         | 5936   | 100    | 3023    | 50,9    | 2913      | 49,1      |
| gęstość zaludnienia (mieszk./km²) | 52,8   | 52,8   | 26,9    | 26,9    | 25,9      | 25,9      |

## Sołectwa
Aleksandrówka, Andrzejówka, (Antoniówka – Franków),  Biały Ług, Bierdzież, Chechły, (Czarnolas – Czarnolas-Kolonia), Dąbrowa-Las, (Florianów – Kolonia Chechelska), Gródek, Jabłonów, Jadwinów, Łuczynów, Ługowa Wola, Patków, Piątków, Policzna, Stanisławów, Świetlikowa Wola, (Teodorów – Helenów),  Wilczowola, Władysławów, (Wojciechówka – Annów), Wólka Policka, (Wygoda – Kuszlów), Zawada Nowa, Zawada Stara.

## Sąsiednie gminy
Garbatka-Letnisko, Gniewoszów, Pionki, Przyłęk, Puławy, Zwoleń